# Tununak (Alaska)
Tununak es un lugar designado por el censo ubicado en el Área censal de Bethel en el estado estadounidense de Alaska. En el Censo de 2010 tenía una población de 327 habitantes y una densidad poblacional de 2,09 personas por km².

## Geografía
Tununak se encuentra en las coordenadas 60°36′29″N 165°7′15″O / 60.60806, -165.12083. Según la Oficina del Censo de los Estados Unidos, Tununak tiene una superficie total de 156.22 km², de la cual 155.6 km² corresponden a tierra firme y (0.4%) 0.62 km² es agua.

## Demografía
Según el censo de 2010, había 327 personas residiendo en Tununak. La densidad de población era de 2,09 hab./km². De los 327 habitantes, Tununak estaba compuesto por el 3.98% blancos, el 0% eran afroamericanos, el 94.5% eran amerindios, el 0% eran asiáticos, el 0% eran isleños del Pacífico, el 0% eran de otras razas y el 1.53% pertenecían a dos o más razas. Del total de la población el 0% eran hispanos o latinos de cualquier raza.